# Great Mew Stone
Great Mew Stone är en ö i Storbritannien. Den ligger i grevskapet Devon och riksdelen England, i den södra delen av landet, 300 km väster om huvudstaden London. Arean är 0,11 kvadratkilometer.
Terrängen på Great Mew Stone är mycket platt. Öns högsta punkt är 31 meter över havet. 